# Buluka taiwanensis
Buluka taiwanensis är en stekelart som beskrevs av Austin 1989. Buluka taiwanensis ingår i släktet Buluka och familjen bracksteklar. Inga underarter finns listade.